# 新アフリカ共和国
新アフリカ共和国(Republic of New Afrika)は、アメリカ合衆国ミシガン州デトロイトでアフリカ系アメリカ人によって結成された暫定政府形式の分離主義運動。米国でアフリカ系アメリカ人によって分離を宣言された最初の自称国家だった。
1968年3月31日、デトロイトで開催された会議で憲法と独立宣言が起草され、合衆国南部にあるアラバマ、ルイジアナ、ミシシッピ、ジョージア、サウスカロライナの5つの州を領土と主張した。また、奴隷制度に対する賠償金として4000億ドルを合衆国政府に要求している。
当時FBIから手配を受け中華人民共和国に逃れていた戦闘的公民権運動指導者のロバート・F・ウィリアムズを大統領、マルコムXの弟子にあたるミルトン・ヘンリー (Milton Henry) を第一副大統領、マルコムXの未亡人であるベティ・シャバズを第二副大統領とした。
結成直後、新アフリカ共和国はブラックパンサー党などアフリカ系アメリカ人の政党とともに公民権運動に参加し、FBIは共和国を反政府組織とみなし、党幹部を逮捕した。新アフリカ共和国は、1960年代から1970年代にかけていくつかの銃撃事件を起こしてメンバーが起訴された。
現在ではワシントンD.C.を中心に活動し、1万人程の組織のメンバーがいる。